# Okap z Rurami
Okap z Rurami – jaskinia we wsi Kobylany, w gminie Zabierzów  w powiecie krakowskim. Znajduje się pomiędzy turniami Żabi Koń i Dziób Kobylański w lewym zboczu Doliny Kobylańskiej. Pod względem geograficznym jest to obszar Wyżyny Olkuskiej wchodzący w skład Wyżyny Krakowsko-Częstochowskiej.

## Opis jaskini
Jaskinia znajduje się 15 m powyżej dna doliny. Od ścieżki turystycznej wiodącej dnem doliny do niego schodki wykonane w stromym zboczu. Schronisko znajduje się po lewej ich stronie. I ma postać sporej nyży pod skalnym okapem. Od jej skrajnych końców odchodzą dwa ciasne korytarzyki. Prawy za dwumetrowym progiem prowadzi w górę do niewielkiej salki, która kończy się po 3 m. W lewym korytarzyku za podobnym progiem znajduje się poprzeczna niedostępna szczelina.
Jest to jaskinia krasowa wytworzona w wapieniach górnej jury. Nie ma szaty naciekowej, a namulisko składa się z gliny i skalnego rumoszu. W okolicy otworu rośnie agrest, pokrzywa zwyczajna i babka zwyczajna, w nyży mchy, porosty i glony. Głębsze partie jaskini są wilgotne i ciemne. Ze zwierząt obserwowano pająki z rodzaju Meta i ćmy.

## Historia poznania
Okap znany jest od dawna. Po raz pierwszy wzmiankowali go K. Baran i T. Opozda w 1983 roku. W czerwcu 2003 r. J. Nowak sporządził jego aktualną dokumentację. 
Obok Okapu z Rurami znajduje się Schronisko z Obrazem i Tunelik przy Schronisku z Obrazem. Prowadzą do nich te same schody.

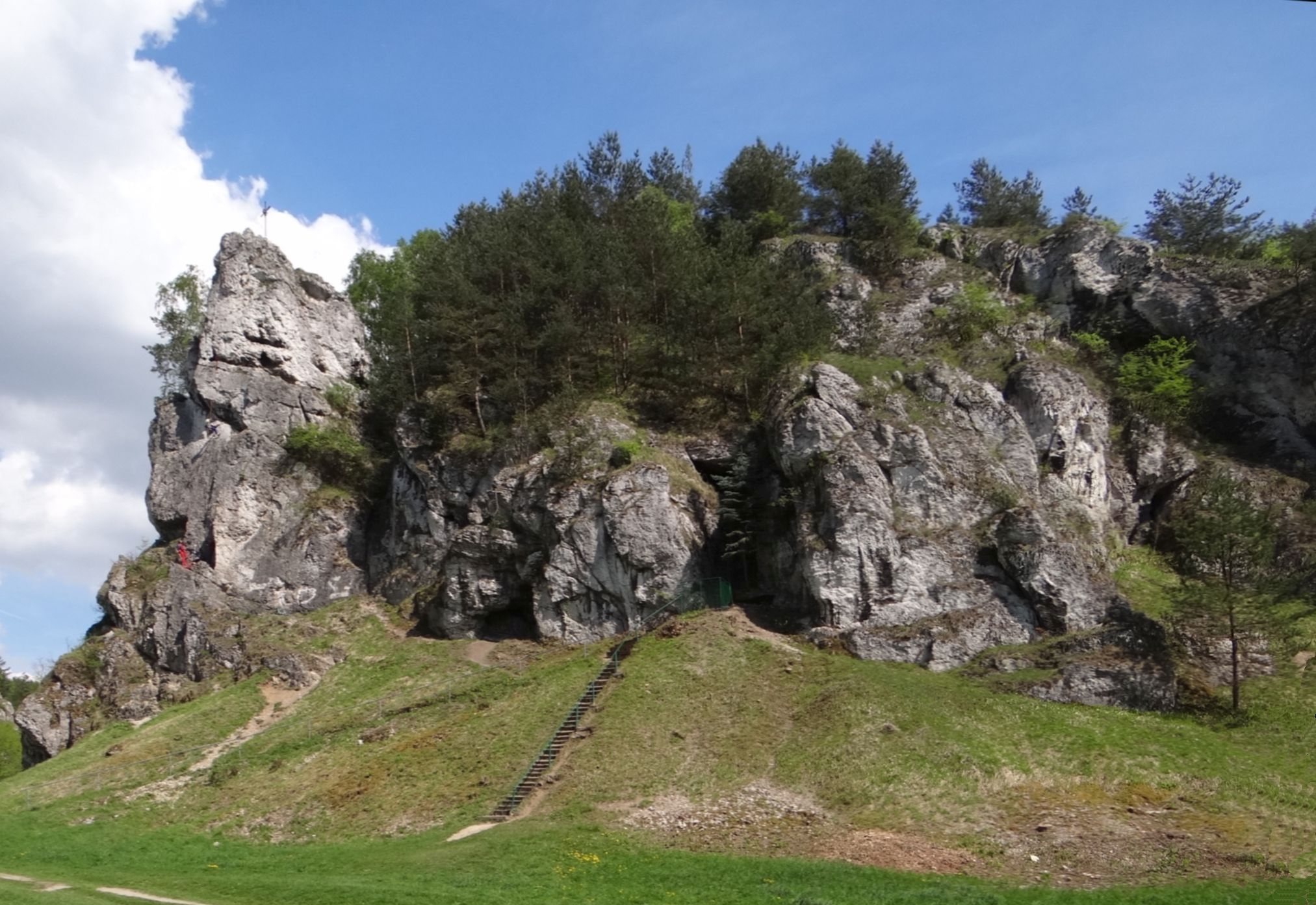
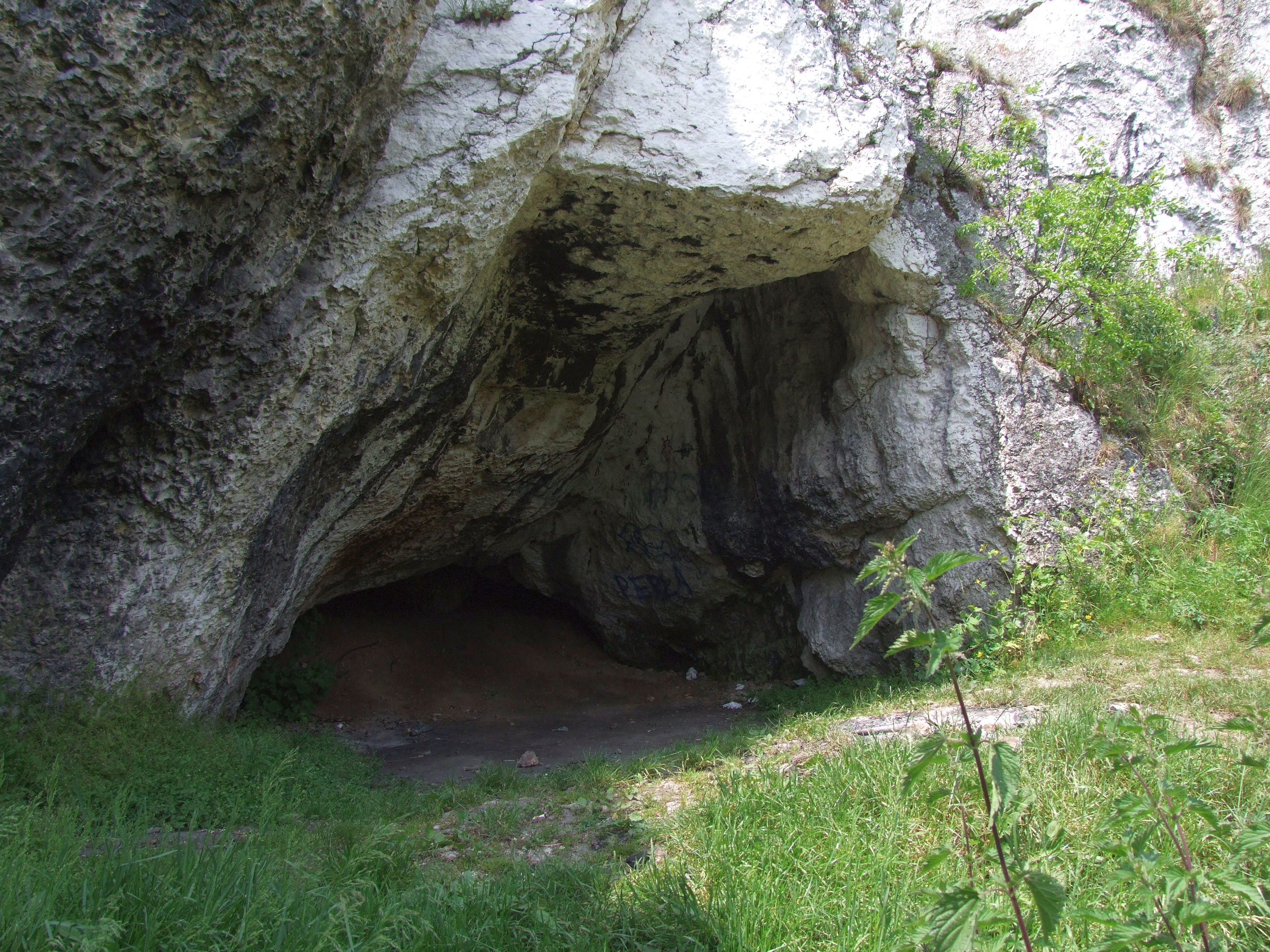
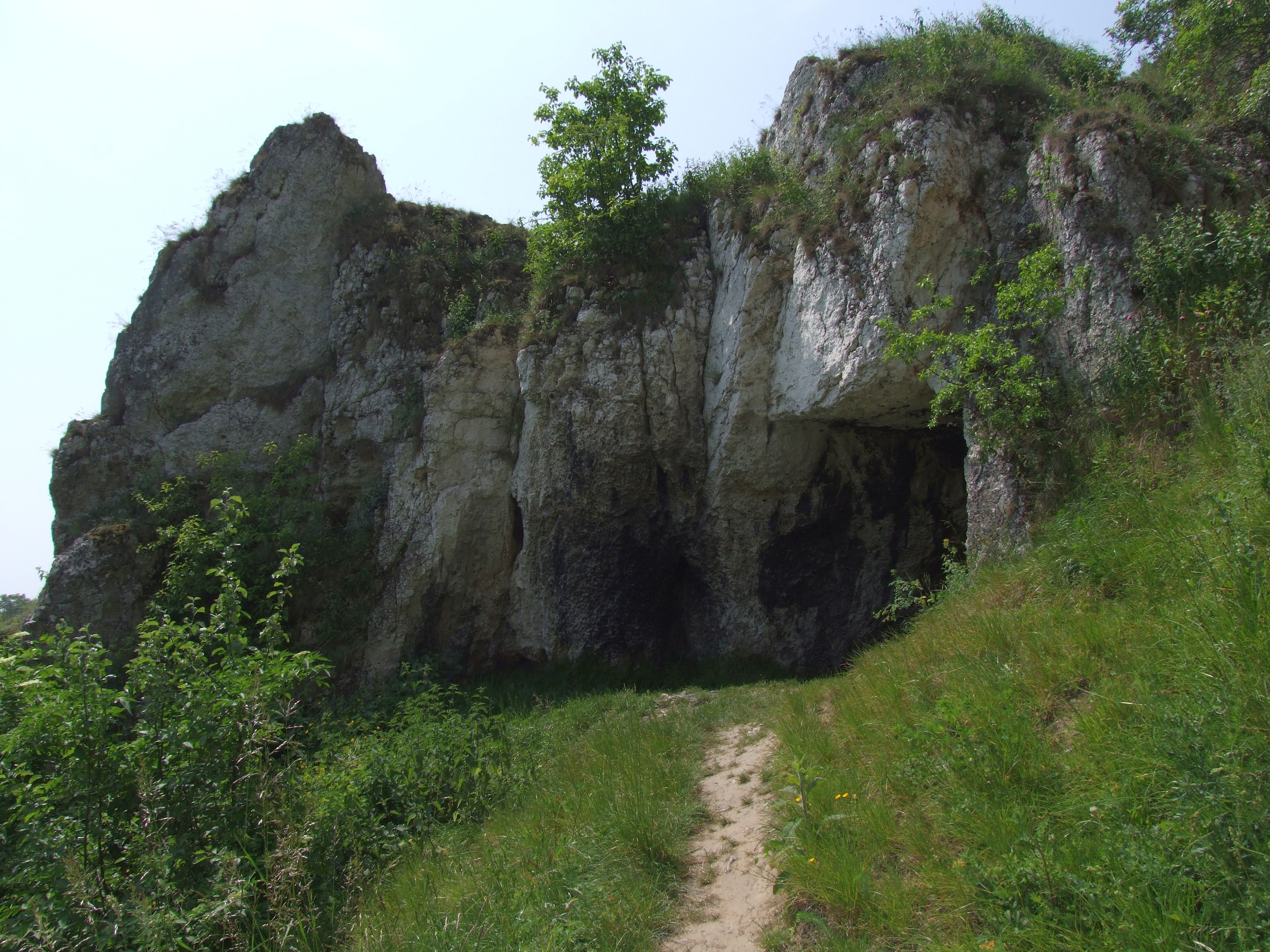